# Tridekán
A tridekán 13 szénatomos telített szénhidrogén, alkán. Összegképlete C13H28, 802 szerkezeti izomerje létezik. Színtelen, sűrűn folyós, éghető, olajszerű folyadék. Vízben gyakorlatilag oldhatatlan, de nagyon jól oldódik etanolban, dietil-éterben, acetonban, tetraklórmetánban és triklórmetánban.